# Aléxandros Pállis
Aléxandros Pállis (en grec moderne : Αλέξανδρος Πάλλης), né au Pirée le 15 mars 1851 et décédé à Manchester le 17 mars 1935, est un écrivain grec utilisant la dimotikí.
Chantre de la langue grecque populaire (le grec démotique), Aléxandros Pállis est connu pour ses traductions du Marchand de Venise et du Henry VIII de William Shakespeare et surtout celles de l’Iliade et du Nouveau Testament (qui a provoqué une émeute dite de l'« Evangelika » en 1901).
Il est le père de Marco Pallis, Marietta Pallis (en) et Alexandros Pallis (el).